# ال‌وای ارابه‌ران
ال‌وای ارابه‌ران یک ستاره است که در صورت فلکی ارابه‌ران قرار دارد.